# Ioana de Portugalia
Ioana de Portugalia (n. 20 martie 1439, Almada, Portugalia – d. 12 decembrie 1475, Madrid, Madrid⁠(d), Coroana Castiliei) a fost regină consoartă a Castiliei prin căsătoria cu regele Henric al IV-lea al Castiliei. 

## Biografie
Ioana a fost fiica postumă a regelui Eduard al Portugaliei și a soției sale, Eleonora de Aragon. fiind născută la șase luni după moartea tatălui ei.
La 21 mai 1455 la Córdoba în Spania, ea a devenit cea de-a doua soție a regelui Henric al IV-lea al Castiliei, care și-a repudiat prima soție, Blanche a II-a a Navarei, după 13 ani de mariaj. Henric și Ioana aveau aceeași bunici materni: Ferdinand I de Aragon și Eleanor de Alburquerque. De asemenea, ei împărțeau și aceeași străbunici paterni: John de Gaunt, Duce de Lancaster. În februarie 1462, la șase ani după căsătorie, ea a născut o fiică numită tot Ioana, care a fost supranumită la Beltraneja din cauza zvonurilor că tatăl ei natural era de fapt Don Beltrán de La Cueva, Duce de Alburquerque.
Henric a expulzat-o pe Ioana de la curtea regală iar ea a mers și a locuit în Coca la castelul susținătorului lui Henric, episcopul Fonseca. Curând, ea s-a îndrăgostit de nepotul episcopului cu care a început o relație din care au rezultat doi fii. Henric a declarat că mariajul său nu a fost niciodată legal și a divorțat în 1468.
După decesul fostului ei soț în 1474, Ioana a promovat dreptul fiicei sale de a acceda la tron, dar a murit la scurt timp după aceea.

### Scandaluri și copii nelegitimi
Înainte de a fi expulzată de la curte, Ioana a fost criticată deaorece purta rochii care expuneau prea mult decolteul și flirturile ei cu bărbații erau considerate scandaloase. Ioana a fost creditată cu mulți iubiți, inclusiv cu poetul Juan Rodríguez de la Cámara. Ioana a avut doi fii gemeni nelegitimi cu Pedro de Castilla și Fonseca, nepotul episcopului Fonseca și strănepot al regelui Petru al Castiliei: 
- Pedro Apóstol de Castilla (30 noiembrie 1468 - ?), căsătorit cu Juana de Mendoza;
- Andrés de Castilla (30 noiembrie 1468 - ?), căsătorit cu Mencia de Quiñones.

Mai târziu Ioana s-a retras la Mănăstirea San Francisco din Segovia. A murit la Madrid la 12 decembrie 1475, la vârsta de 36 de ani.